# Список хрящових риб Туреччини
Це список хрящових риб, що трапляються на території Туреччини.

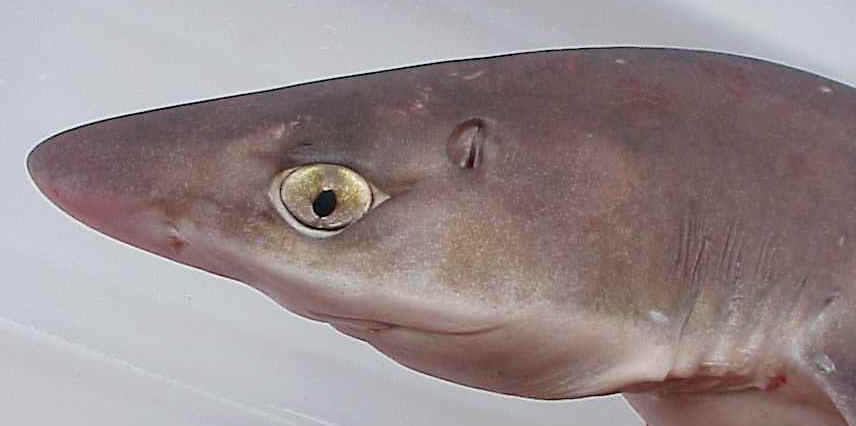
Катран звичайний (Squalus acanthias)

## Акули(Selachimorpha)

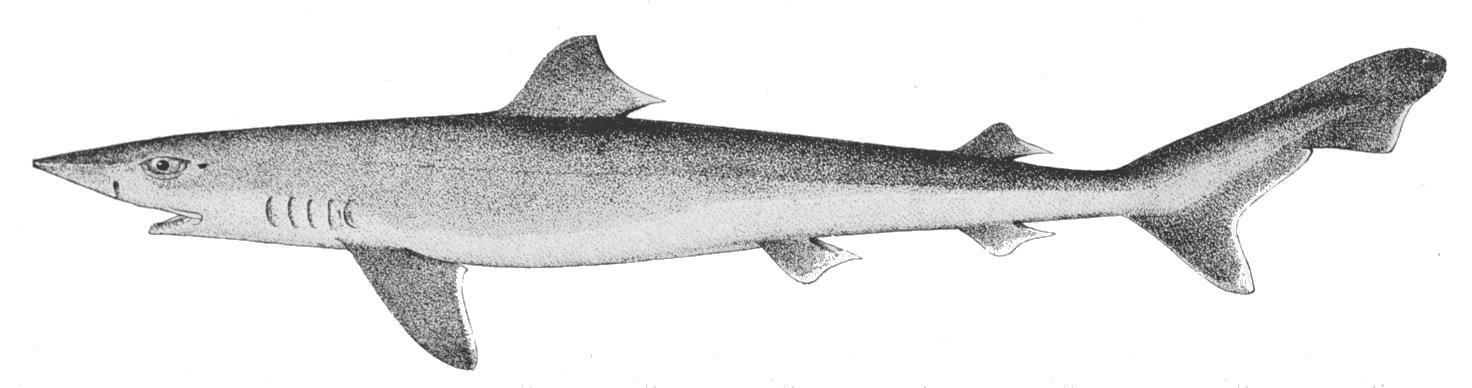
Супова акула звичайна (Galeorhinus galeus)

### Багатозяброві акули(Hexanchidae)
- Семизяброва акула гостроноса (Heptranchias perlo)
- Акула шестизяброва (Hexanchus griseus)

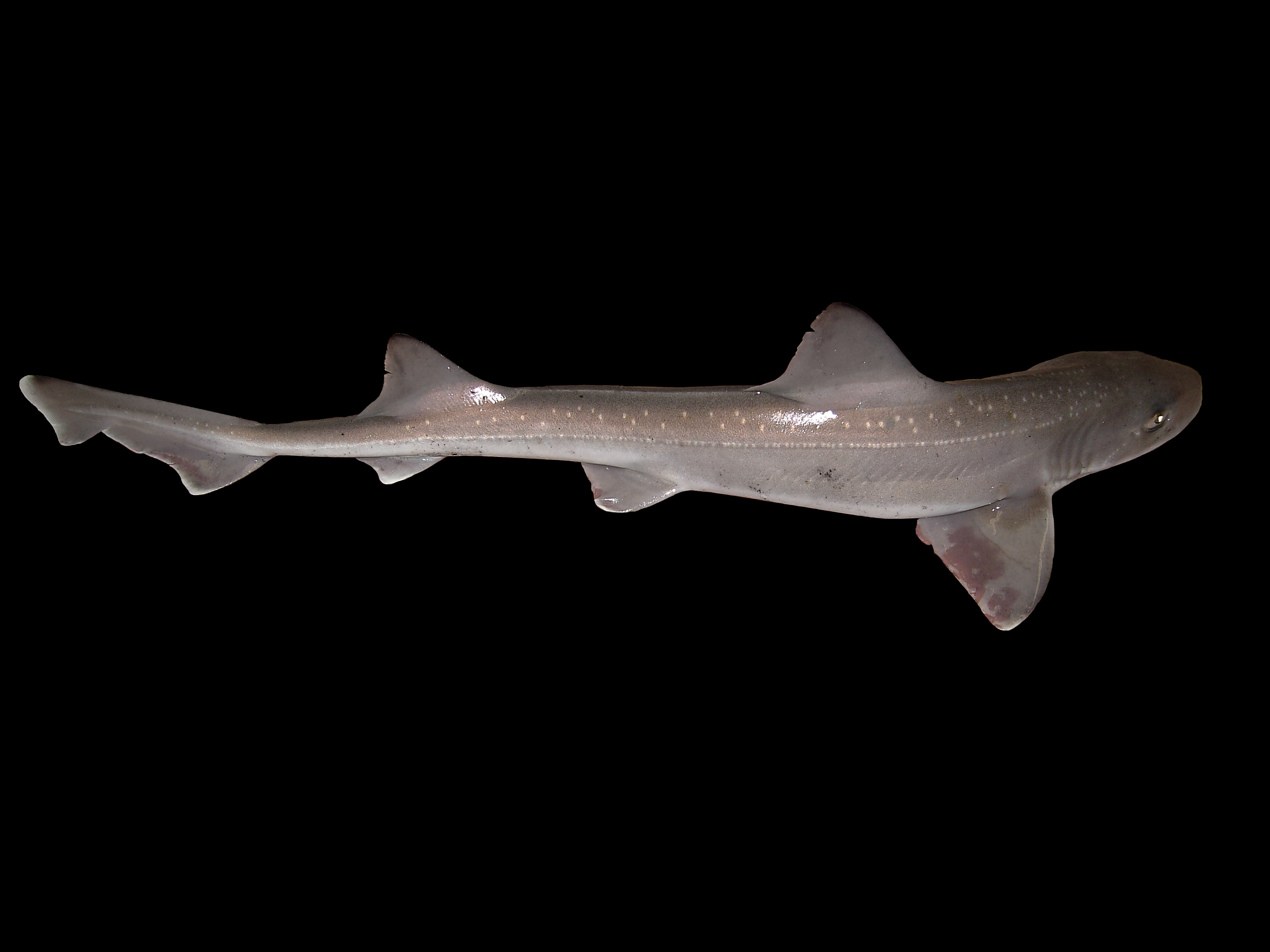
Mustelus asterias

### Піщані акули(Odontaspididae)
- Піщана акула тигрова (Eugomphodus taurus)
- Піщана акула дрібнозуба (Odontaspis ferox)

### Оселедцеві акули(Lamnidae)
- Акула біла (Carcharodon carcharias)
- Акула-мако (Isurus oxyrinchus)
- Оселедцева акула атлантична (Lamna nasus)

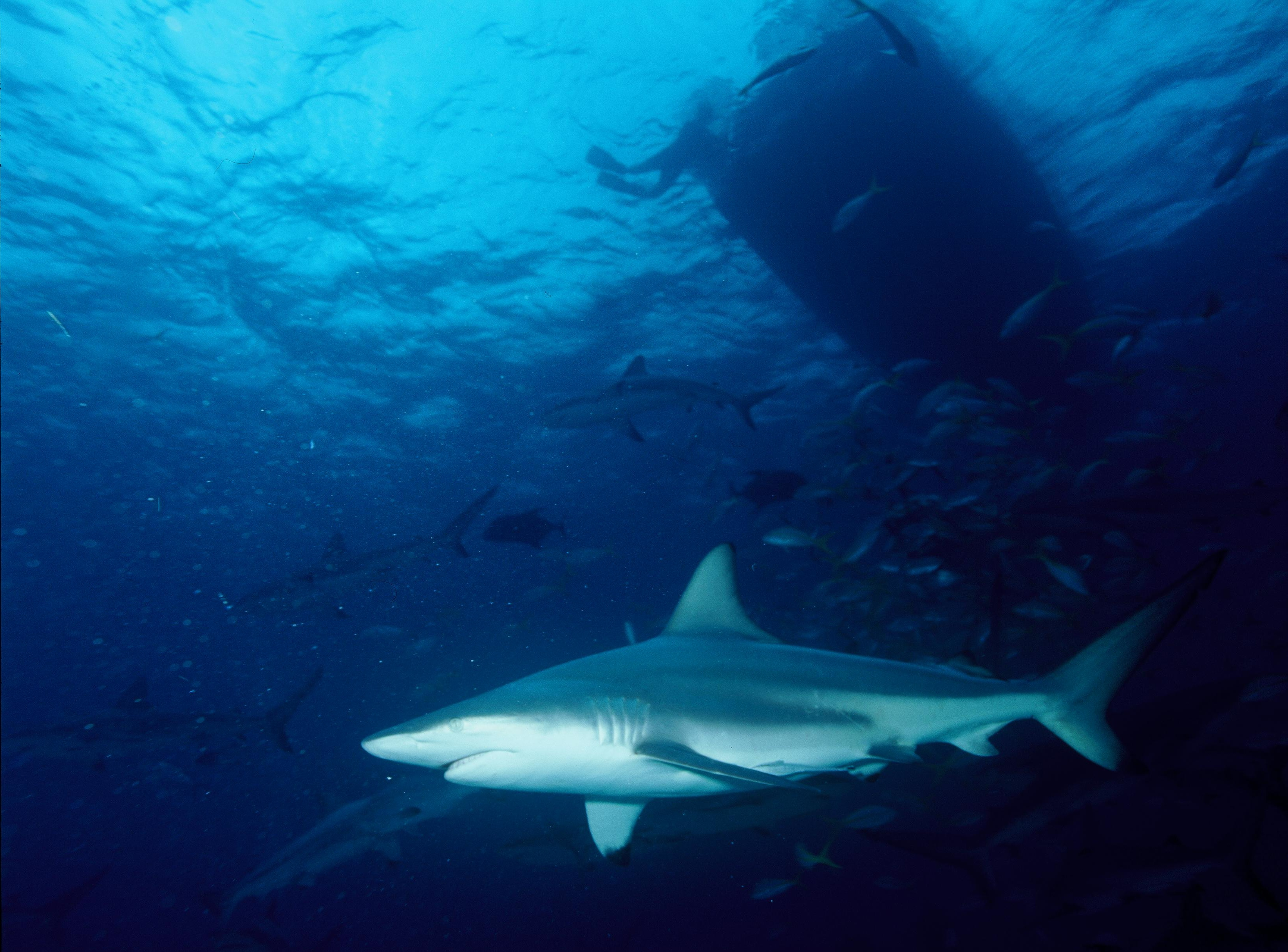
Carcharhinus limbatus

- Акула блакитна (Prionace glauca)

### Велетенські акули(Cetorhinidae)
- Акула велетенська (Cetorhinus maximus)

### Акули-лисиці(Alopiidae)
- Акула-лисиця звичайна (Alopias vulpinus)

### Котячі акули(Scyliorhinidae)
- Пилкохвоста котяча акула чорнорота (Galeus melastomus)
- Котяча акула дрібноплямиста (Scyliorhinus canicula)
- Котяча акула зірчаста (Scyliorhinus stellaris)

### Сірі акули(Carcharinidae)
- Сіра акула короткоплавцева (Carcharhinus brevipinna)
- Акула чорнопера (Carcharhinus limbatus)
- Рифова акула чорнопера (Carcharhinus melanopterus)
- Акула пісочна (Carcharhinus plumbeus)
- Акула тигрова (Galeocerdo cuvier)

### Куницеві акули(Triakidae)
- Супова акула звичайна (Galeorhinus galeus)
- Гладенька акула зірчаста (Mustelus asterias)
- Куницева акула звичайна (Mustelus mustelus)
- Гладенька акула чорноплямиста (Mustelus punctulatus)

### Акули-молоти(Sphyrnidae)
- Акула-молот золота (Sphyrna tudes)
- Акула-молот звичайна (Sphyrna zygaena)
- Акула-молот зубчаста (Sphyrna lewini)
- Акула-молот велика (Sphyrna mokarran)

### Грубі акули(Oxynotidae)
- Груба акула кутовата (Oxynotus centrina)

### Катранові(Squalidae)
- Ковтаюча акула гранульована (Centrophorus granulosus)
- Мала гільчаста акула (Centrophorus uyato)
- Акула чорна (Dalatias licha)
- Акула-алігатор (Echinorhinus brucus)
- Ліхтарна акула колюча (Etmopterus spinax)
- Катран звичайний (Squalus acanthias)
- Катран малий (Squalus blainvillei)

### Акулоангелові(Squatinidae)
- Акула-янгол колюча (Squatina aculeata)
- Акула-янгол оката (Squatina oculata)
- Акула-ангел європейська (Squatina squatina)

## Скати(Batoidea)

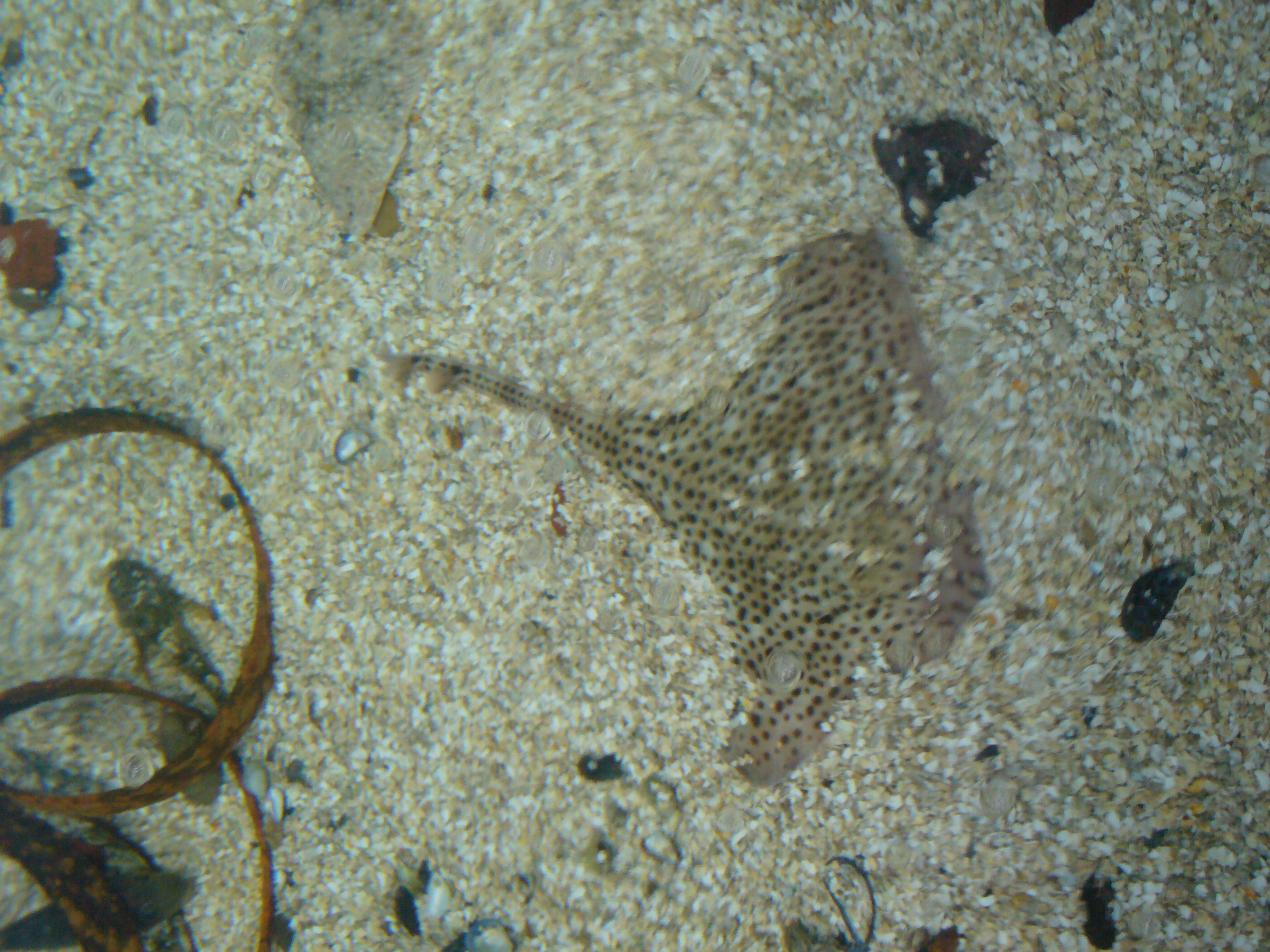
Raja montagui

### Гітарні скати(Rhinobatidae)
- Rhinobatos cemiculus
- Rhinobatos rhinobatos

### Електричні скати(Torpedinidae)
- Скат мармуровий (Torpedo marmorata)
- Torpedo torpedo
- Torpedo nobiliana

### Ромбові скати(Rajidae)
- Raja alba
- Raja asterias
- Raja batis
- Морська лисиця (Raja clavata)
- Raja fullonica
- Raja miraletus
- Raja montagui
- Raja naevus
- Raja oxyrinchus
- Raja polystigma
- Raja radula
- Raja undulata

### Хвостоколові(Dasyatidae)

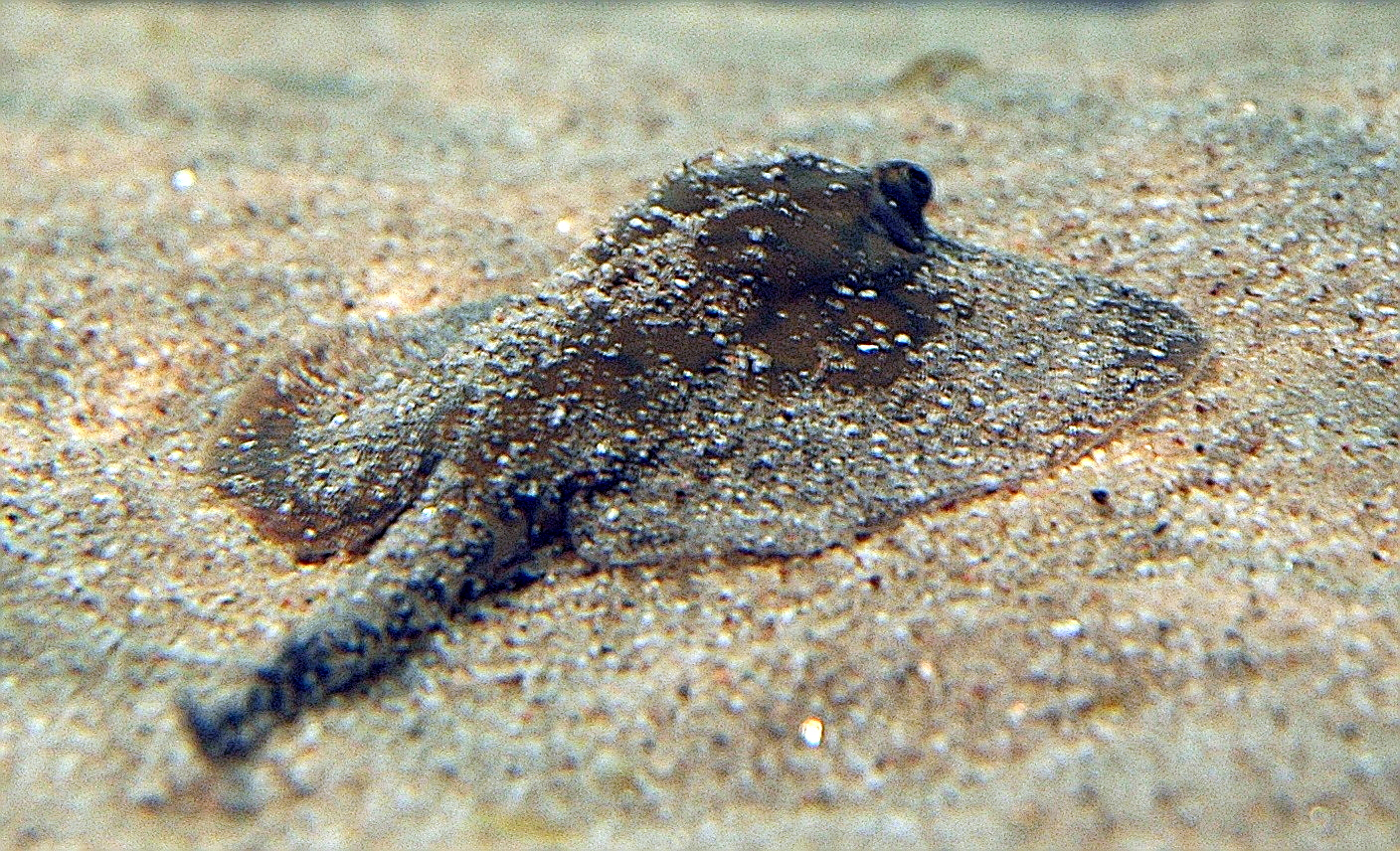
Морський кіт (Dasyatis pastinaca)

- Dasyatis centroura
- Морський кіт (Dasyatis pastinaca)
- Dasyatis tortonesei
- Dasyatis violacea
- Himantura uarnak
- Taeniura grabata

### Скатометеликові(Gymnuridae)
- Скат-метелик атлантичний (Gymnura altavela)

### Орлякові(Myliobatidae)
- Орляк звичайний (Myliobatis aquila)
- Pteromylaeus bovinus

### Биконосові(Rhinopteridae)
- Rhinoptera marginata

### Мобулові(Mobulidae)
- Мобула звичайна (Mobula mobular)